# Balachikha Arena
La Balachikha Arena (en russe : Арена Балашиха) est un complexe sportif de Balachikha, dans l'oblast de Moscou, en Russie. Elle a été construite en 2007.
La patinoire a une capacité de 6 000 spectateurs. Elle accueille notamment l'équipe de hockey sur glace du Dinamo Balachikha de la VHL. Elle a hébergé le HK MVD jusqu'en 2010.